# Michal Ambrož a Hudba Praha
Michal Ambrož a Hudba Praha je česká rocková skupina, která vznikla roku 2016 jako jedna ze dvou nástupních formací původní skupiny Hudba Praha, s níž je často zaměňována. Roku 2019 nahrála album Hudba Praha & Michal Ambrož, jehož křest proběhl dne 24. dubna 2019 v Paláci Akropolis. Poté skupina absolvovala turné koncertů po České republice.

## Diskografie
- Hudba Praha & Michal Ambrož (2019)
- Starej neumí bejt každej (EP, 2022)

## Složení kapely
- Michal Ambrož – zpěv
- Jiří Šimek – kytary, zpěv
- Radovan Jelínek – kytary, zpěv
- Jakub Vejnar – baskytara, Chapman Stick
- Jakub Doležal – saxofon
- Veronika Vítová – zpěv
- Tereza Kopáčková – zpěv
- Martin Kopřiva – bicí